# Anomala vitis
Anomala vitis (Fabricius, 1775), volgarmente detta carruga (o caruga) della vite, è un coleottero appartenenta alla famiglia degli Scarabeidi (sottofamiglia Rutelinae).

## Descrizione

### Adulto
Gli adulti di questa specie sono solitamente di una colorazione verde brillante (comunque meno metallico e più tralucido rispetto a quello dei Cetoniinae), anche se può variare notevolmente tra un esemplare e l'altro. A. vitis, è di medie dimensioni stazionando tra i 14 e i 18 mm di lunghezza. Questa specie non è caratterizzata da un gran dimorfismo sessuale, non fosse per dei piccolissimi ciuffi sulle estremità delle antenne dei maschi.

### Larva
Le larve sono di forma a "C" e di colore bianco. Lungo i fianchi presentano dei forellini chitinosi che utilizzano per respirare. Le larve si nutrono di radici di piante erbacee.

## Biologia
A. vitis si nutre di una grande varietà di alberi, tra cui la vite. La sua distribuzione non è determinata dalla presenza o assenza di ambienti costieri, come nel caso di altre specie del genere Anomala ed è attiva per tutta la stagione, volando durante le ore diurne. 

### Importanza agraria
A. vitis può portare seri danni ai campi di vite in caso di sovrappopolamento. I danni sono provocati dagli adulti che si nutrono della parte internervale delle foglie. Tuttavia l'infestazione può essere sventata dalla presenza di boschi o alberi vicino al vigneto.

## Distribuzione
A. vitis è diffusa in Svizzera, Penisola Balcanica, Austria, Ungheria estendendosi a est fino alla Romania. In Italia è presente nella regione centrosettentrionale fino alla Campania.